# Козар-Белене
Коза́р-Бе́лене (болг. Козар Белене) — село в Плевенській області Болгарії. Входить до складу общини Левський.

## Населення
За даними перепису населення 2011 року у селі проживали 808 осіб, з них 437 осіб (99,8%) — болгари.
Розподіл населення за віком у 2011 році:
Динаміка населення: